# Hande-je Rabi
Hande-je Rabi (perski: هنده رابي) – wieś w Iranie, w ostanie Hormozgan, na wyspie Hendorabi. W 2006 roku miejscowość liczyła 79 mieszkańców w 9 rodzinach.